# Odprite okna, vojna je končana
»Odprite okna vojna je končana« je skladba in drugi single skupine Mladi levi iz leta 1971. Avtor glasbe je Dečo Žgur, besedilo pa je napisal Dušan Velkaverh.

## Snemanje
Producent je bil Dečo Žgur. Skladba je bila posneta v ljubljanskem studiu Delial. Izdana je bila le kot single (nikoli na albumu) pri beograjski založbi PGP RTB na mali vinilni plošči.

## Zasedba

### Produkcija
- Dečo Žgur – glasba, aranžma, producent
- Dušan Velkaverh – besedilo
- Miro Bevc – tonski snemalec

### Studijska izvedba
- Janez Bončina – vokal
- Petar Ugrin – trobenta
- Stanko Arnold – trobenta
- Boris Šinigoj – trombon
- Vasja Repinc – klaviature
- Dušan Kajzer – kitara
- Peter Hudobivnik – bas kitara
- Matjaž Deu – bobni
- Meta Močnik – spremljevalni vokal
- Majda Jazbec – spremljevalni vokal
- Jernej Podboj – saksofon
- Eva Sršen – spremljevalni vokal

## Mala plošča
7" vinilka
- »Odprite okna, vojna je končana« (A-stran) – 4:03
- »Ostro kakor nož« (B-stran) – 2:45